# Apremont-sur-Allier
Pour les articles homonymes, voir Apremont.
Apremont-sur-Allier est une commune française située dans le département du Cher, en région Centre-Val de Loire.
La commune cotise à l'association Les Plus Beaux Villages de France.

## Géographie
Apremont-sur-Allier se situe à proximité du confluent de l'Allier et de la Loire. Le village se niche dans un paysage de bocage.

### Climat
Pour des articles plus généraux, voir Climat du Centre-Val de Loire et Climat du Cher.
En 2010, le climat de la commune est de type climat océanique dégradé des plaines du Centre et du Nord, selon une étude du CNRS s'appuyant sur une série de données couvrant la période 1971-2000. En 2020, Météo-France publie une typologie des climats de la France métropolitaine dans laquelle la commune est exposée à un climat océanique altéré et est dans la région climatique Centre et contreforts nord du Massif Central, caractérisée par un air sec en été et un bon ensoleillement.
Pour la période 1971-2000, la température annuelle moyenne est de 11,3 °C, avec une amplitude thermique annuelle de 16,1 °C. Le cumul annuel moyen de précipitations est de 811 mm, avec 11,7 jours de précipitations en janvier et 7,9 jours en juillet. Pour la période 1991-2020, la température moyenne annuelle observée sur la station météorologique la plus proche, située sur la commune de Marzy à 9 km à vol d'oiseau, est de 11,4 °C et le cumul annuel moyen de précipitations est de 783,5 mm,. Pour l'avenir, les paramètres climatiques de la commune estimés pour 2050 selon différents scénarios d'émission de gaz à effet de serre sont consultables sur un site dédié publié par Météo-France en novembre 2022.

## Urbanisme

### Typologie
Au 1er janvier 2024, Apremont-sur-Allier est catégorisée commune rurale à habitat très dispersé, selon la nouvelle grille communale de densité à 7 niveaux définie par l'Insee en 2022.
Elle est située hors unité urbaine. Par ailleurs la commune fait partie de l'aire d'attraction de Nevers, dont elle est une commune de la couronne,. Cette aire, qui regroupe 93 communes, est catégorisée dans les aires de 50 000 à moins de 200 000 habitants,.

### Occupation des sols
L'occupation des sols de la commune, telle qu'elle ressort de la base de données européenne d’occupation biophysique des sols Corine Land Cover (CLC), est marquée par l'importance des forêts et milieux semi-naturels (71,8 % en 2018), une proportion sensiblement équivalente à celle de 1990 (72 %). La répartition détaillée en 2018 est la suivante : 
forêts (69,1 %), prairies (22,1 %), milieux à végétation arbustive et/ou herbacée (2,8 %), terres arables (2,7 %), eaux continentales (2,4 %), zones urbanisées (1 %).
L'évolution de l’occupation des sols de la commune et de ses infrastructures peut être observée sur les différentes représentations cartographiques du territoire : la carte de Cassini (XVIIIe siècle), la carte d'état-major (1820-1866) et les cartes ou photos aériennes de l'IGN pour la période actuelle (1950 à aujourd'hui).

### Risques majeurs
Le territoire de la commune d'Apremont-sur-Allier est vulnérable à différents aléas naturels : météorologiques (tempête, orage, neige, grand froid, canicule ou sécheresse), inondations, mouvements de terrains et séisme (sismicité faible). Il est également exposé à deux risques technologiques,  le transport de matières dangereuses et la rupture d'un barrage. Un site publié par le BRGM permet d'évaluer simplement et rapidement les risques d'un bien localisé soit par son adresse soit par le numéro de sa parcelle.

#### Risques naturels
Certaines parties du territoire communal sont susceptibles d’être affectées par le risque d’inondation par débordement de cours d'eau, notamment l'Allier, Les Barres. La commune a été reconnue en état de catastrophe naturelle au titre des dommages causés par les inondations et coulées de boue survenues en 1982, 1999 et 2003,.

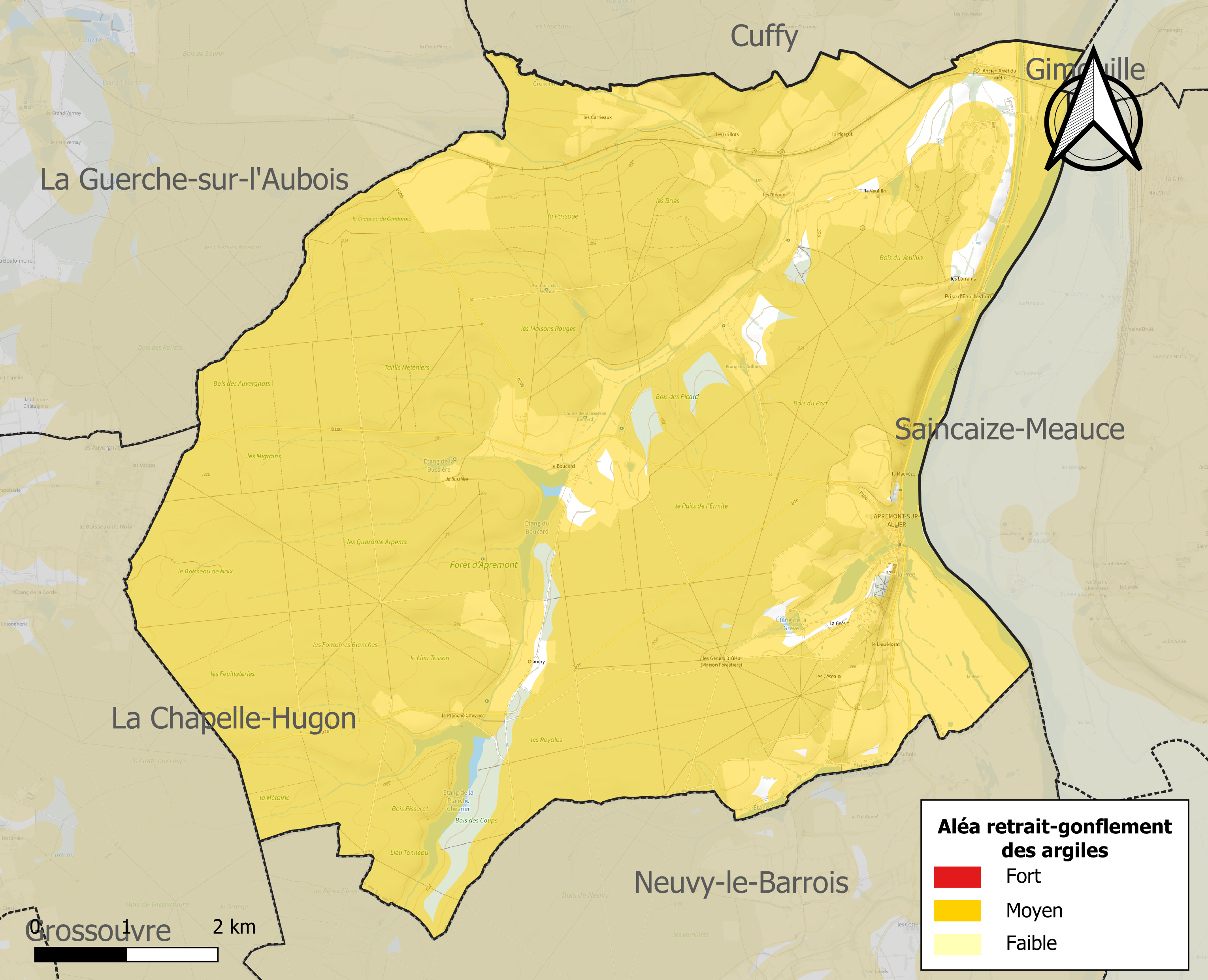
Carte des zones d'aléa retrait-gonflement des sols argileux d'Apremont-sur-Allier.

La commune est vulnérable au risque de mouvements de terrains constitué principalement du retrait-gonflement des sols argileux. Cet aléa est susceptible d'engendrer des dommages importants aux bâtiments en cas d’alternance de périodes de sécheresse et de pluie. 96,2 % de la superficie communale est en aléa moyen ou fort (90 % au niveau départemental et 48,5 % au niveau national). Sur les 62 bâtiments dénombrés sur la commune en 2019, 57 sont en aléa moyen ou fort, soit 92 %, à comparer aux 83 % au niveau départemental et 54 % au niveau national. Une cartographie de l'exposition du territoire national au retrait gonflement des sols argileux est disponible sur le site du BRGM,.
Concernant les mouvements de terrains, la commune a été reconnue en état de catastrophe naturelle au titre des dommages causés par des mouvements de terrain en 1999.

#### Risques technologiques
Le risque de transport de matières dangereuses sur la commune est lié à sa traversée par des infrastructures routières ou ferroviaires importantes ou la présence d'une canalisation de transport d'hydrocarbures. Un accident se produisant sur de telles infrastructures est en effet susceptible d’avoir des effets graves au bâti ou aux personnes jusqu’à 350 m, selon la nature du matériau transporté. Des dispositions d’urbanisme peuvent être préconisées en conséquence.
La commune est en outre située en aval d'une digue. À ce titre elle est susceptible d’être touchée par l’onde de submersion consécutive à la rupture de cet ouvrage.

## Toponymie
Le nom de la localité est attesté sous une forme latinisée De aspero Monte en 1255 [réf. incomplète].

## Histoire
Apremont était un village de carriers. Les carrières, nombreuses, fournissaient en abondance des pierres de taille. Celles-ci étaient acheminées par des bateaux à fond plat qui suivaient l'Allier puis la Loire. Les pierres ont servi, ainsi, à la construction de plusieurs édifices religieux, tels que la cathédrale d’Orléans, et l'abbaye de Saint-Benoît-sur-Loire ; ou encore des places fortes comme l'ancienne résidence seigneuriale de Châteauneuf-sur-Loire. Une des maisons du XVe siècle, devant l’ancien port d’embarquement, porte encore le nom de « Maison des Mariniers ».
S’inspirant de ce passé médiéval, Eugène Schneider, en 1930, aidé de l’architecte de Galea, va entreprendre un patient travail de mise en valeur du village. Ce qui n’est pas en harmonie avec le site est rasé. À la place, des maisons sont reconstruites dans le style néo-médiéval berrichon. Voir ci-après la rubrique « Lieux & monuments > Le château ».

## Politique et administration

### Liste des maires
| Période   | Période                    | Identité               | Étiquette | Qualité                               |
| --------- | -------------------------- | ---------------------- | --------- | ------------------------------------- |
|           |                            | Renée Bey              |           |                                       |
| mars 2001 | mars 2008                  | Michel Milaveau        |           |                                       |
| mars 2008 | En cours (au 27 août 2021) | Nathalie de Bartillat, |           | Agricultrice sur moyenne exploitation |

## Démographie
L'évolution du nombre d'habitants est connue à travers les recensements de la population effectués dans la commune depuis 1793. Pour les communes de moins de 10 000 habitants, une enquête de recensement portant sur toute la population est réalisée tous les cinq ans, les populations de référence des années intermédiaires étant quant à elles estimées par interpolation ou extrapolation. Pour la commune, le premier recensement exhaustif entrant dans le cadre du nouveau dispositif a été réalisé en 2007.

En 2022, la commune comptait 67 habitants, en évolution de −5,63 % par rapport à 2016 (Cher : −2,48 %, France hors Mayotte : +2,11 %).
| 1793 | 1800 | 1806 | 1821 | 1831 | 1836 | 1841 | 1846 | 1851 |
| ---- | ---- | ---- | ---- | ---- | ---- | ---- | ---- | ---- |
| 381  | 483  | 568  | 400  | 467  | 516  | 476  | 546  | 563  |

| 1856 | 1861 | 1866 | 1872 | 1876 | 1881 | 1886 | 1891 | 1896 |
| ---- | ---- | ---- | ---- | ---- | ---- | ---- | ---- | ---- |
| 565  | 587  | 557  | 511  | 460  | 498  | 406  | 347  | 324  |

| 1901 | 1906 | 1911 | 1921 | 1926 | 1931 | 1936 | 1946 | 1954 |
| ---- | ---- | ---- | ---- | ---- | ---- | ---- | ---- | ---- |
| 341  | 366  | 373  | 362  | 313  | 311  | 232  | 229  | 213  |

| 1962 | 1968 | 1975 | 1982 | 1990 | 1999 | 2006 | 2007 | 2012 |
| ---- | ---- | ---- | ---- | ---- | ---- | ---- | ---- | ---- |
| 201  | 180  | 144  | 106  | 83   | 87   | 78   | 77   | 72   |

| 2017 | 2022 | - | - | - | - | - | - | - |
| ---- | ---- | - | - | - | - | - | - | - |
| 71   | 67   | - | - | - | - | - | - | - |

## Culture locale et patrimoine

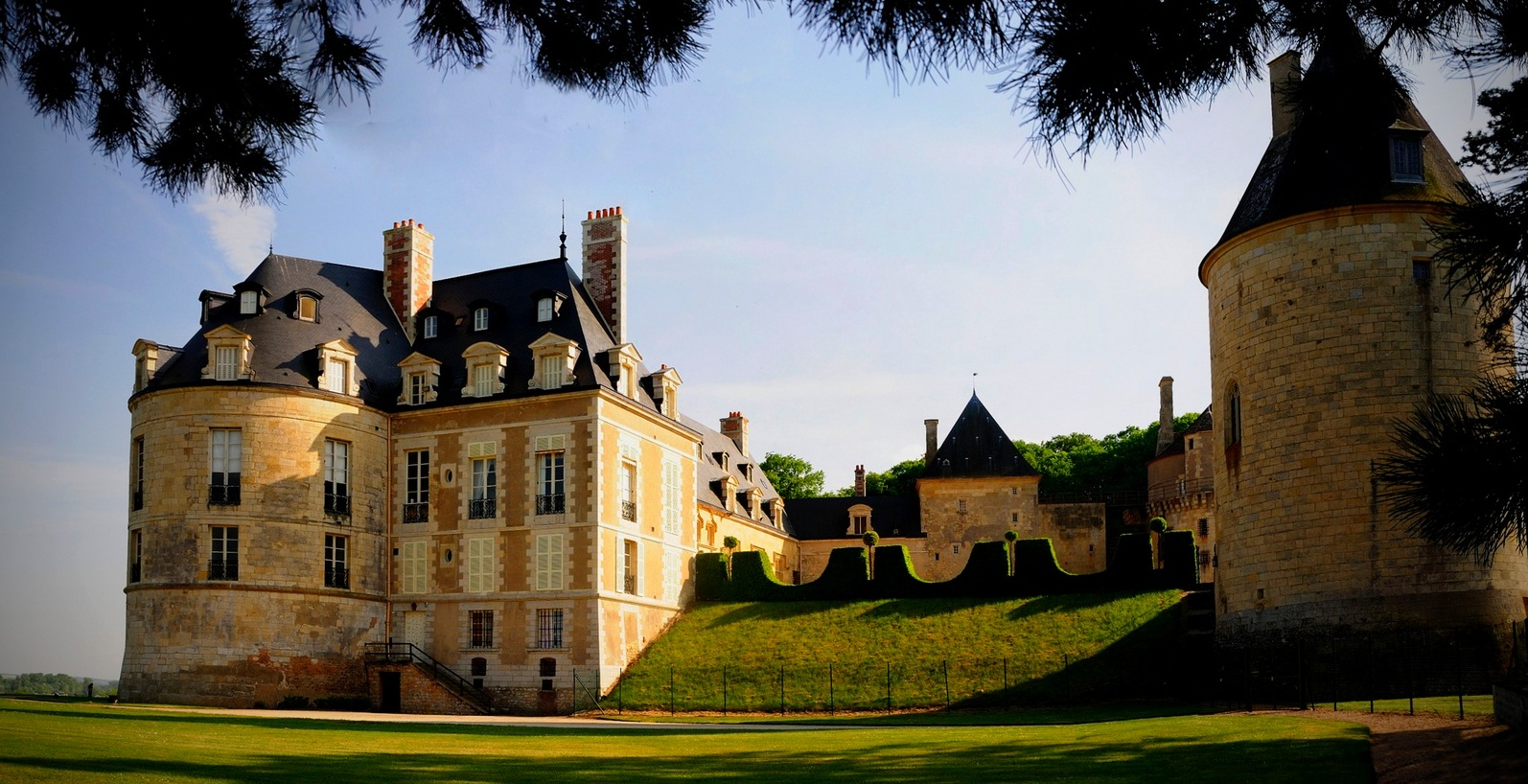
Le château d'Apremont-sur-Allier.

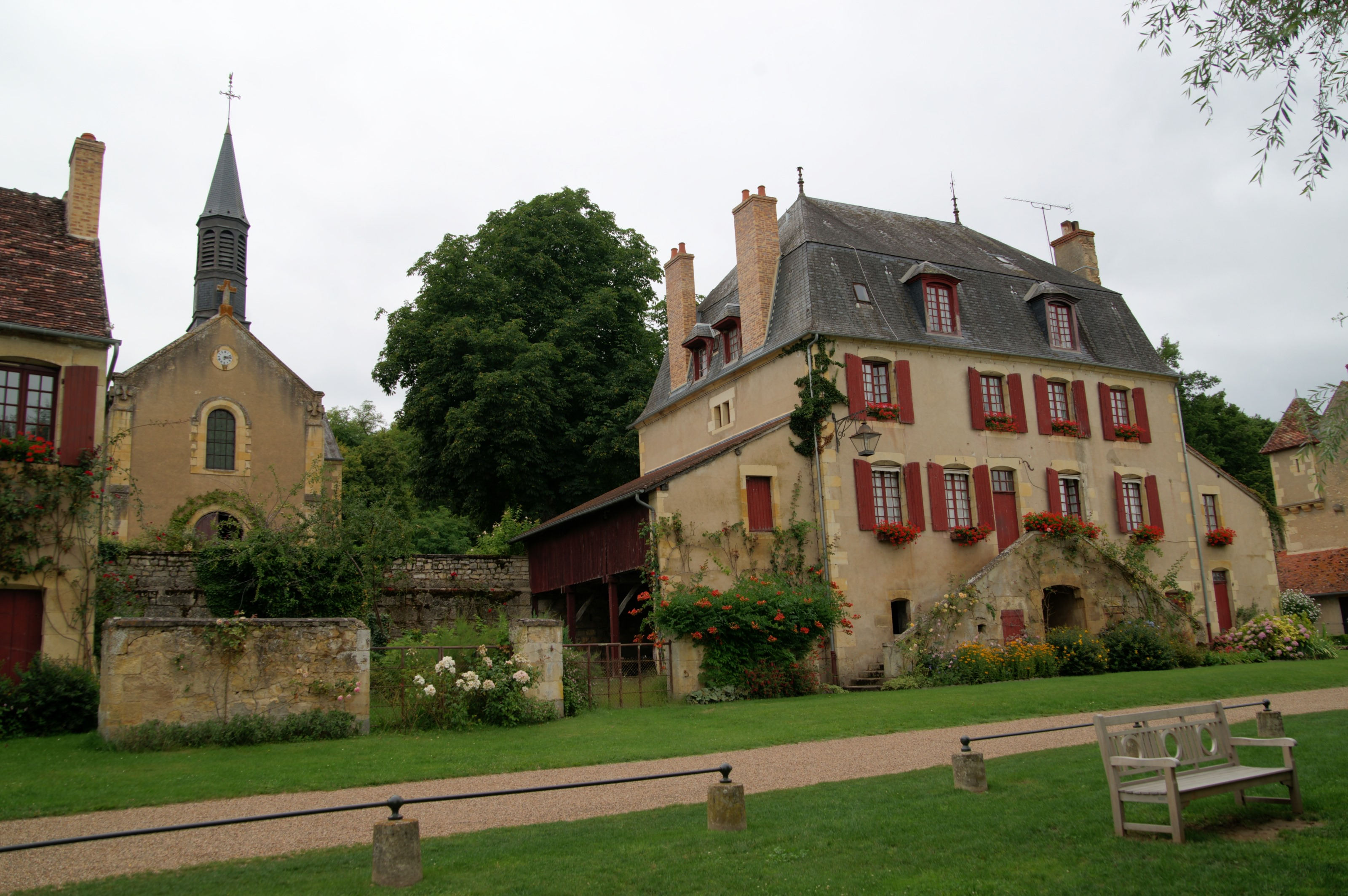
L'église Notre-Dame-de-l'Assomption

### Lieux et monuments
- Le château d'Apremont-sur-Allier, entouré d'un parc floral remarquable, est inscrit au titre des monuments historiques par arrêté du 16 juin 1989[29]. Il appartient à la famille Schneider.
- Château du Veuillin, datant du XVe siècle, avec parc inscrit à l'inventaire des monuments historiques en 2014.
- Église Notre-Dame-de-l'Assomption.
- Le jardin floral.

### Personnalités liées à la commune
- Elvire de Brissac, romancière et biographe française née en 1939